# 初瀬町
初瀬町（はせちょう）は奈良県北西部、磯城郡に属していた町。現在の桜井市東部、長谷寺周辺にあたる。

## 歴史
- 1889年（明治22年）4月1日 - 町村制の施行により、式上郡 初瀬村、白河村、出雲村、吉穏村、柳村、角柄村が合併し、式上郡初瀬村が成立。
- 1892年（明治25年）3月10日 - 町制施行し、初瀬町となる。
- 1897年（明治30年）4月1日 - 所属郡が磯城郡に変更。
- 1959年（昭和34年）2月23日 - 桜井市へ編入合併される。同日初瀬町廃止。

## 交通

### 鉄道路線
- 近畿日本鉄道
  - 大阪線
    - 長谷寺駅

### 道路
- 二級国道165号（現：国道165号）

## 町長
- 本間直
- 藤井平治